# Annie Leclerc
Anne-Marie Lecler (21 de julio de  1940 a 13 de octubre de 2006 ) fue una literata francesa. Era enseñante de profesión, y se hizo conocida por haberse destacado por el activismo feminista y el compromiso por la causa de los presos.

## Biografía
Annie Leclerc nació en una familia con tradiciones humanistas.  Creció en Sceaux (Altos del Sena) y sufrió en el ambiente de pequeñas ciudades de Limosín. Estudió en el Lycée Marie Curie y luego en la Sorbonne. Salió en 1963 y fue nombrada profesora de filosofía después de la formación de profesores (CAPES).
Leclerc luchó por los derechos de las mujeres desde una edad temprana. En 1971 firmó Manifiesto de las 343, que exigía el acceso al aborto libre, junto con mujeres que habían informado que habían realizado el aborto en Le Nouvel Observateur. En 1974 se hizo conocida por su libro Parole de femme.
En 1975 dejó su carrera como profesora para escribir a tiempo completo. Colaboró con varias revistas, como Les Temps Moderne. A partir de 1979 volvió a enseñar, no más filosofía, sino expresión escrita y oral en el IUT de Sceaux. 3. En octubre de 1979, su esposo, el teórico marxistas Nicos Poulantzas, se suicidó tirándose de la cima del Tour Montparnasse de París, dejándola sola con su hija, Ariane Poulantzas de nueve años. Annie Lelerc creó una nueva vida con Paul Aïm, un filósofo de Mostaganem en Argelia.
Desde la década de 1970 hasta la década de 1990, Leclerc mantuvo una escritora en prisión en la región de París cada semana. En sus propios libros condenó la violencia y el carácter contraproducente de la prisión, el círculo cruel de recaídas de la criminalidad en un sistema que tiene como principio la pena y un sistema que separa a los criminales del resto de la humanidad.
Murió a los sesenta y seis años a causa de una enfermedad terminal de la que se enteró a tiempo para empezar a redactar su testamento, L'Amour selon Mme de Rênal, pero no lo suficiente como para poder completarlo. Está enterrada en el cementerio de Montparnasse. 
Un año después de su muerte, en 2007, su amiga Nancy Huston publicó Passions d'Annie Leclerc en Actes Sud. Su zumbido Paul Aïm murió ocho años después, el 25 de febrero de 2015.

## Obras
- Le Pont du nord, coll. Blanche, Gallimard, Paris, 1967, 224 p., roman.
- Parole de femme, Grasset, Paris, 1974, 200 s., gjenutgjev. coll. Babel, Actes Sud, Arles, 2001, 208 s.
- Épousailles, Grasset, Paris, 1976, 200 s.
- Au feu du jour, Grasset, Paris, 1978, 192 s.
- Hommes et femmes, Grasset, Paris, 1985, 224 s.
- Le Mal de mère, Grasset, Paris, 1986, 168 s.
- Origines, Grasset, Paris, 1988, 280 s.
- Clé, Grasset, Paris, 1989, 80 s.
- Exercices de mémoire, Grasset, Paris, 1992, 256 s.
- Toi, Pénélope, Actes Sud, Arles, 2001, 240 s. ISBN 978-2742730834.
- Eloge de la nage, Actes Sud, Arles, 2002, 96 s. ISBN 978-2742738052.
- L'enfant, le prisonnier, Actes Sud, Arles, 2003, 224 s. ISBN 978-2742742561.

### Publicaciones postales
- Préf. N. Huston, L'Amour selon Mme de Rênal, coll. Un endroit où aller, Actes Sud, Arles, octobre 2007, 70 p. ISBN 978-2742770342.
- Préf. N. Huston, Paedophilia ou L'amour des enfants, Actes Sud, Arles, 2010, 144 p. ISBN 978-2742788354.